# William Freeman Vilas
William Freeman Vilas (født 9. juli 1840 i Chelsea, Vermont, død 28. august 1908 i Madison, Wisconsin) var en amerikansk demokratisk politiker. Han var USA's postminister 1885-1888 og indenrigsminister 1888-1889. Han repræsenterede delstaten Wisconsin i USA's senat 1891-1897.
Vilas flyttede i 1851 til Madison med sine forældre. Han aflagde i 1858 sin grundeksamen ved University of Wisconsin og i 1860 juristeksamen ved New York State Normal School (nu University at Albany, SUNY) i Albany, New York. Han deltog i den amerikanske borgerkrig i nordstaternes hær først som kaptajn og siden som oberstløjtnant. Efter krigen arbejdede han som professor i jura ved University of Wisconsin-Madison.
USA's præsident Grover Cleveland udnævnte Vilas i 1885 til postminister. USA's indenrigsminister Lucius Quintus Cincinnatus Lamar afgik i 1888 for at tiltræde som dommer ved USA's højesteret. Vilas tiltrådte 16. januar 1888 som ny indenrigsminister. Han blev efterfulgt følgende år af John Willock Noble.
Vilas grav findes på Forest Hill Cemetery i Madison.

## Eksterne links
- Biographical Directory of the United States Congress
- William Freeman Vilas Arkiveret 11. juni 2011 hos  Wayback Machine på Dictionary of Wisconsin History
- Political Graveyard
- William Freeman Vilas på Find a Grave (engelsk)